# Alan McManus
Alan McManus (* 21. ledna 1971 Glasgow, Skotsko) je od roku 1990 skotský profesionální hráč snookeru. Vyhrál dva bodované turnaje Dubai Classic v roce 1994 a Thailand Open 1996. V roce 1994 vyhrál Masters, když ve finále porazil Stephena Hendryho 9-8. Byl také v roce 1992, 1993 a 1992, 1993 a 2016 v semifinále Mistrovství světa. Je komentátorem snookerových zápasů.